# Мигаль, Борис Кириллович
Бори́с Кири́ллович Мигаль (5 мая 1927, Полтава, Украинская ССР, СССР — 12 сентября 2010, Харьков, Украина) — советский и украинский историк, доктор исторических наук (1975), профессор (1977), более 50 лет преподававший в Харьковском университете.

## Биография
Родился 5 мая 1927 года на Полтавщине в семье учителя истории. Через два года семья переехала в Красноград. В 1935 году семья Мигалей переехала в Харьков. В течение 1935—1941 годов — ученик средней школы № 32 Харькова. К 1941 году окончил семь классов. С началом Великой Отечественной войны вместе с другими харьковчанами работал на сооружении противотанкового рвов на окраинах города. Спасаясь от голода, вместе с матерью перебрался в Полтавскую область, где впоследствии его арестовали фашисты по подозрению в связях с советскими партизанами. Борису Кирилловичу повезло остаться в живых. В 1944 году ушел добровольцем в ряды Советской Армии. Был курсантом специальной средней школы ВВС г. Харькова. В 1944 году вступил в ряды ВЛКСМ. В течение 1945—1951 годов служил на Балтийском флоте матросом бригады торпедных катеров, затем старшим матросом крейсера «Железняков». Во время службы на флоте в 1950 году окончил 10-й класс школы № 101 рабочей молодежи в г. Ленинграде..
В марте 1951 года после демобилизации вернулся в Харьков. В этом же году поступил на первый курс исторического факультета Харьковского государственного университета им. О. М. Горького. В 1954 году женился на Корсун Эвелине Михайловне (тогда студентке истфака). В 1955 году родилась дочь Наталья. В 1952 году вступил в ряды Коммунистической партии Советского Союза, был избран парторгом курса. Окончил исторический факультет с отличием в 1956 году.
После окончания университета остался работать на историческом факультете старшим лаборантом методического кабинета. В 1959 году поступил в аспирантуру на кафедру истории КПСС, закончив её, защитил в 1963 году кандидатскую диссертацию по теме «Партийная организация Полтавщины в борьбе за восстановление сельского хозяйства (1921—1925 гг.)»; научный руководитель проф. А. А. Воскресенский.
С 1964 года работал на кафедре истории Украины исторического факультета. В 1968 году ему было присвоено звание доцента. В 1975 году защитил докторскую диссертацию «Осуществление аграрной политики на Украине в восстановительный период (1921—1925 гг.)». В 1977 году стал профессором. В 1989—1995 годах занимал должность заведующего кафедрой истории Украины; с 1995 года — профессор кафедры.
Умер 12 сентября 2010 года, похоронен на кладбище № 8 г. Харькова.

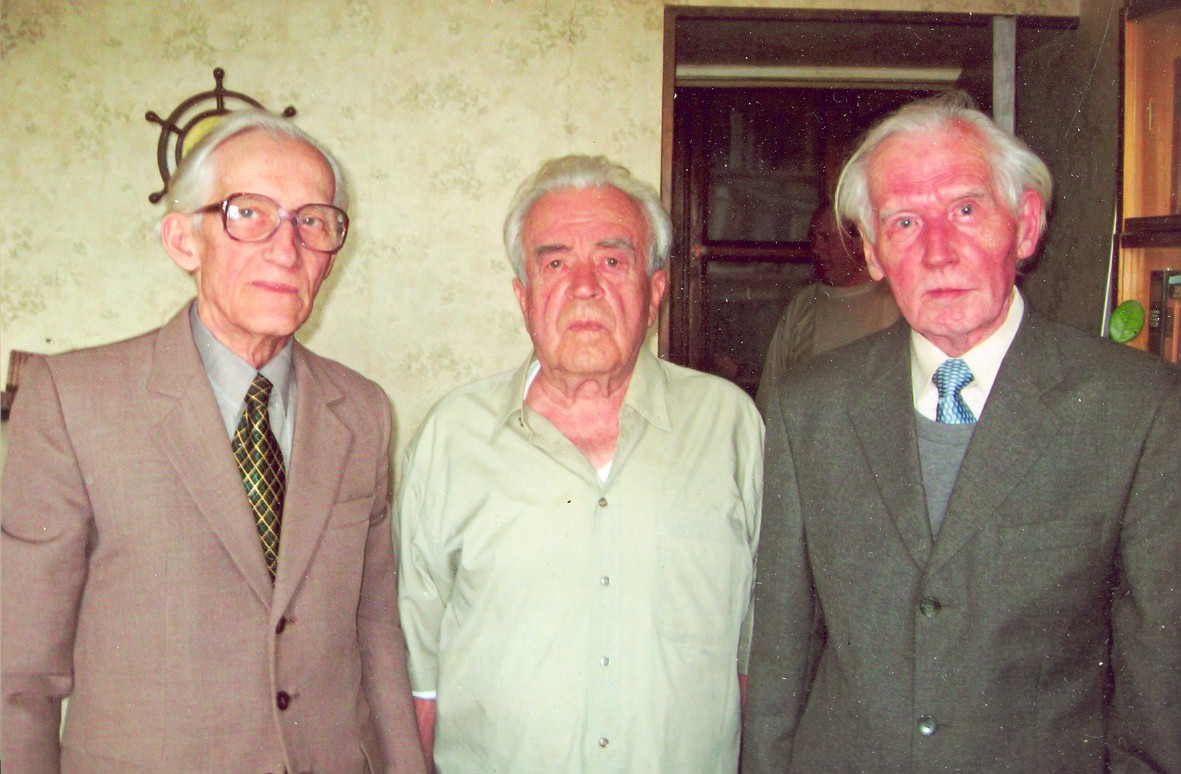
В день 80-летия с однокурсниками. Слева направо: Б. П. Зайцев, Б. К. Мигаль, В. И. Кадеев (2007)

### Научная деятельность
В сферу научной деятельности ученого принадлежали вопросы аграрной политики советской власти в отношении индивидуальных крестьянских хозяйств на Украине в доколхозный период, истории г. Харькова и Харьковского национального университета им. В. Н. Каразина в годы Великой Отечественной войны. Более 30 лет он был членом диссертационного совета по защите докторских диссертаций, ответственным секретарём факультетского и межвузовского научных сборников, главным редактором серии археографических сборников «Край мой, Слобожанщина», членом редколлегии «Вестника Харьковского университета» (серия «История»), «Сумского историко-архивного журнала», сборников «Реабилитированные историей», «Актуальные вопросы отечественной и всемирной истории».
Борис Кириллович — автор более 100 научных трудов, 12 учебных планов спецкурсов и методических указаний. За годы научной педагогической деятельности подготовил 4 кандидата наук.

## Награды
За участие в Великой Отечественной войне, за плодотворную научную, педагогическую и общественную деятельность награждён 10 медалями СССР и Украины, знаком «Отличник высшего образования СССР», получил звание «Заслуженный профессор Харьковского национального университета», много раз был отмечен благодарностями, почетными грамотами и премиями.

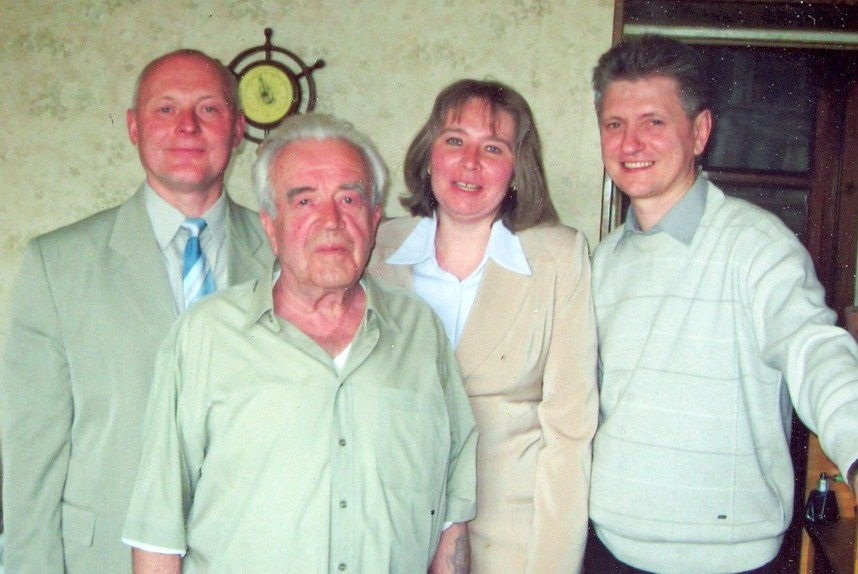
В день 80-летия с аспирантами. Слева направо: С. Е. Евсеев, Б. К. Мигаль, М. С. Лысенко, В. Н. Власенко (2007)

## Память
В 2013 году ученики и коллеги Б. К. Мигаля и Ю. И. Журавского основали именные премии, которыми поощряют студентов и аспирантов исторического факультета ХНУ имени В. Н. Каразина к научным исследованиям в области истории Украины, историографии и источниковедения.
К 85-летию Б. К. Мигаля его аспирантами был подготовлен сборник воспоминаний и документов о нём.

## Основные труды
- Партийная организация Полтавщины в борьбе за восстановление сельского хозяйства (1921—1925 гг.) : дис. канд. ист. наук. — Х., 1963. — 346 с.
- Здійснення аграрної політики на України у відбудовний період (1921—1925 роки). — Х. : Вища шк., 1974. — 167 с.
- Университет в предвоенные годы и в период Великой Отечественной войны / Б. К. Мигаль, Ю. Й. Журавський // Харьковский государственный університет (1805—1980): ист. очерк. — Х. : ХДУ, 1980. — С. 62-93.
- Сторінки славної історії / Ю. Й. Журавський, Б. К. Мигаль // Соц. Харківщина. — 1982. — 11 лип. — Рец. на кн. : Рибалка І. К. Історія Української РСР. Епоха соціалізму: (Підручник для студентів іст. фак. вузів) / І. К. Рибалка, В. М. Довгопол. — К. : Вища шк., 1982. — 639 с.
- Герб міста Харкова / Б. П. Зайцев, Б. К. Мигаль. — Х. : Каравела, 1996. — 28 с.
- Воспитанники Харьковского университета. Библиографический справочник. — Х., 2004. — 247 с.
- Мигаль Б. К. Студбат. Харківські студбатівці / Б. К. Мигаль, Б. П. Зайцев, С. І. Посохов. — Х. : АвтоЕнергія, 2005. — 84 с.
- Журавський Ю. Й. Харківський університет у роки Великої Вітчизняної війни : монографія / Ю. Й. Журавський, Б. П. Зайцев, Б. К. Мигаль. — Х. : ХНУ, 2010. — 200 с.